# Tadpole - Un giovane seduttore a New York
Tadpole - Un giovane seduttore a New York (Tadpole) è un film del 2002 diretto dal regista Gary Winick. In Italia è uscito il 17 gennaio 2003.

## Trama
Oscar è un ragazzo di 15 anni, colto, con una grande passione per Voltaire che cita correttamente. Il Giorno del Ringraziamento torna a casa, deciso a confessare il suo amore alla donna di cui è perdutamente innamorato, solo che lei è la seconda moglie di suo padre. Troverà il coraggio, ma prima riesce a sedurre una delle sue amiche e a dormirci assieme.
Nel viaggio di ritorno capisce che è una storia irrealizzabile, e che deve vivere la vita per l'età che ha.

## Commento
Tadpole (trad: girino) è decisamente una delle commedie più originali e insolite del 2002. La storia può ricordare Il laureato, ma la particolarità sta nella delicatezza con cui viene narrato l'amore che un minorenne può provare per una donna matura. Oscar inoltre può apparire come il classico snob di famiglia ricca, ma saprà rivelarsi come un ragazzo fragile, con una intelligenza acuta e un grande amore per la vita.

## Curiosità
- Il film, realizzato completamente in digitale e in soli 14 giorni, è stato prodotto dalla InDigEnt (Independent Digital Entertainment), che realizza film solo in questo formato. Il regista Gary Winick è uno dei suoi fondatori.
- Molti degli attori al momento della realizzazione del film, avevano un'età superiore rispetto al loro personaggio. Sigourney Weaver e John Ritter ad esempio avevano 53 anni, mentre i loro personaggi 40; Aaron Stanford ne aveva 25 circa, mentre nel film interpretava un adolescente di 15 anni.

## Riconoscimenti
- 2002 - Sundance Film Festival
  - Miglior regia